# 飴山實
飴山 實（あめやま みのる、1926年（昭和元年）12月29日 - 2000年（平成12年）3月16日）は、日本の俳人、化学者。山口大学名誉教授（農芸化学）。

## 経歴・人物
石川県小松市生まれ。第四高等学校を経て、1950年、京都大学農学部農芸化学科卒。化学者としては酢酸菌の研究を専門とし、大阪府立大学助手、静岡大学助教授を経て、1969年、山口大学農学部教授。1988年、「酢酸菌の生化学的研究」にて日本農芸化学会功績賞、中国文化賞を受賞。1990年、山口大学を定年退職、関西大学工学部教授を務めた。2000年3月16日、腎不全により死去。

## 俳人としての活動
句作は高校在学中、『芭蕉七部集』を読み、寮の宿直だった大河寥々の指導を受けて始めた。高校在学中の1946年より「風」に投句。大学在学中の1947年、この年に創刊された「貨物列車」、翌年創刊の「楕円律」に同人として安東次男らとともに参加。1951年「風」同人。その後5年ほど句作から遠ざかったが、芝不器男の句に触発されて投句を再開、1956年に「風」同人に復帰。第9回（1961年度）現代俳句協会賞を、赤尾兜子と争う。1961年より芝不器男について調べはじめ、1962年より角川書店『俳句』に「芝不器男伝」を連載。1970年、『芝不器男伝』『定本芝不器男句集』を刊行。また1960年半ば頃より無所属になるとともに、安東次男の句と著作に親しんだ。
代表句に「小鳥死に枯野よく透く籠のこる」「うつくしきあぎととあへり能登時雨」（ともに『少長集』）など。初期には社会性俳句の流れの中、「論理に支えられた叙情」を主張したが、1960年代から季語を重視した平明な作風に変わった。1993年より2000年まで朝日新聞俳壇選者。門人に長谷川櫂がいる。

## 著書
句集
- 『おりいぶ』風発行所（1959年）
- 『少長集』自然社（1971年）
- 『辛酉小雪』卯辰山文庫（1981年）邑書林句集文庫、1998
- 『次の花』角川書店（1989年）
- 『花神コレクション 俳句 飴山実』花神社 1993
- 『花浴び』角川書店（1995年）
- 『飴山實全句集』花神社（2003年）
- 『飴山實俳文集』古志社（2007年）

その他
- 『芝不器男伝』 昭森社（1970年）
- 『季語の散歩道』 本阿弥書店（1985年）

### 共著・編纂・監修
- 『季題入門』清崎敏郎、原裕、平井照敏、山下一海、福田甲子雄、鷲谷七菜子共著 有斐閣新書 1978
- 『鑑賞俳句歳時記 10月～12月』共著 有斐閣 1982
- 『酢の科学』大塚滋共編 朝倉書店 シリーズ<食品の科学> 1990
- 『麦車 芝不器男句集』編 ふらんす堂文庫 1992
- 『芝不器男』編著 蝸牛社 蝸牛俳句文庫 1994
- 『生活とバイオ びっくり!微生物のはたらき』小幡斉共著 関西大学出版部 1995
- 『草木花歳時記 冬の巻』木原浩,清水建美共監修 朝日新聞社 1999 のち文庫
- 『鳥獣虫魚歳時記 秋・冬の巻』稲畑汀子共監修例句選 朝日新聞社 2000
- 『草木花歳時記 拾遺百花選』木原浩,清水建美共監修 朝日文庫 2006